# رنو آر
رنو آر (انگلیسی: Renault R) طیف وسیعی از کامیون های سنگین بود که توسط رنو تراکس از سال ۱۹۸۰ تا ۱۹۹۶ ساخته شده است. کامیون‌های این سری به موتور ۸ سیلندر خورجینی مجهز بودند.